# Однорідні координати
Однорідні координати — координати, що володіють властивістю, за якої об'єкт, що визначається цими координатами, не змінюється при множенні всіх координат на одне і те ж число, відмінне від нуля. Однорідні координати мають таке ж значення для проєктивної геометрії, як декартові координати для Евклідової геометрії. Поняття однорідних координат увів Август Фердинанд Мебіус у 1827 році у роботі Der barycentrische Calcül.
За допомогою однорідних координат навіть координати нескінченно віддалених точок можна представити за допомогою скінченних координат. Формули, записані в однорідних координатах, найчастіше простіші та більш симетричні, ніж їхні вирази в декартових координатах. Однорідні координати мають широкий спектр застосування, в тому числі в комп'ютерній графіці та в 3D комп'ютерному зорі, де вони дозволяють виконувати афінні перетворення і, загалом, проєктивні перетворення, через що їх легко представити у вигляді матриці.
Однорідні координати не задають однозначно точку простору. Наприклад, (1, 1, 1, 1) і (2, 2, 2, 2) задають одну і ту ж точку (1, 1, 1). При переході до однорідних координат для точки з координатами (x, у, z) пропонується узяти набір (x, у, z, 1). В процесі перетворень четверта координата w може змінюватися.
Зворотний перехід до декартових координат здійснюється за допомогою ділення на w-координату.

## Вступ
Дійсну проєктивну площину можна розглядати як евклідову площину, яка має додаткові точки, які називаються точками на нескінченності, котрі вважають такими, що лежать на новій прямій, прямій на нескінченності. Існує точка на нескінченності, яка відповідає кожному напрямкові (який чисельно задається нахилом прямої), неформально визначена як границя точки, яка рухається в напрямку від початку. Стверджують, що паралельні лінії на евклідовій площині перетинаються в точці на нескінченності, яка відповідає їхньому спільному напрямкові. Для точки (x, y) на Евклідовій площині і будь-якого ненульового дійсного числа Z трійка (xZ, yZ, Z) називається множиною однорідних координат точки. За цим визначенням, множення трьох однорідних координат на одне ненульове значення дає новий набір однорідних координат тієї самої точки. Зокрема (x, y, 1) є множиною однорідних координат для точки (x, y).
Наприклад, точку декартової системи (1, 2) можна задати в однорідних координатах як (1, 2, 1) або (2, 4, 2). Початкові декартові координати можна отримати шляхом ділення перших двох значень на третє. Таким чином, одну точку в декартових координатах можна задавати нескінченною кількістю однорідних координат.
Рівняння прямої, що проходить через початок (0, 0), можна записати як nx + my = 0, де n і m обидва не дорівнюють 0. В параметричній формі це можна записати x = mt, y = −nt. Нехай Z = 1/t, тоді координати точки на прямій можуть бути записані як (m/Z,  −n/Z). В однорідних координатах це буде (m,  −n, Z). У граничному випадкові, коли t наближається до нескінченності, тобто точка рухається від початку координат, Z наближається до 0 і однорідні координати точки будуть (m, −n, 0). Таким чином, ми визначаємо (m, −n, 0) як однорідні координати точки на нескінченності, яка відповідає напрямкові прямої nx + my = 0. Позаяк кожна пряма в Евклідовій площині паралельна прямій, яка проходить через початок, і паралельні лінії мають одну точку на нескінченності, нескінченна точка на кожній прямій Евклідової площини має дані однорідні координати.
Як підсумок:
- Будь-яка точка на проєктивній площині задається трійкою (X, Y, Z), що називається однорідними координатами або проєктивними координатами точки, де X, Y і Z всі не дорівнюють 0.
- Точка, задана певним набором однорідних координат, залишиться незмінною, якщо її координати помножити на один і той же коефіцієнт.
- І навпаки, дві множини однорідних координат задають одну і ту ж точку тоді і тільки тоді, коли одну з них можна отримати з іншої шляхом множення на одну ненульову константу.
- Якщо Z не дорівнює 0, точка відповідає точці (X/Z, Y/Z) на Евклідовій площині.
- Якщо Z дорівнює 0, точка відповідає точці на нескінченності.

Зазначимо, що трійка координат (0, 0, 0) не представляє жодної точки. Початок координат задається як (0, 0, 1).

### Позначення
Деякі автори використовують інше позначення для однорідних координат, яке дозволяє відрізнити їх від Декартових координат. Використовується двокрапка замість коми, наприклад (x:y:z) замість написання (x, y, z), що підкреслює зміст того, що координати варто розглядати як співвідношення. Квадратні дужки, як в [x, y, z], підкреслюють, що багато наборів координат пов'язано з однією точкою. Деякі автори використовують поєднання двокрапок і квадратних дужок: [x:y:z].

## Інші виміри
Можна провести аналогію для проєктивних просторів, що не є площиною. Так, наприклад, точки на проєктивній прямій можуть задаватися як пари координат (x, y), обидві не рівні нулеві. В такому випадку точка на нескінченності є (1, 0). Аналогічно точка у проєктивному просторі n-виміру задається набором (n + 1) координат.

## Матриці елементарних перетворень евклідового простору в однорідних координатах
Нехай задано точку евклідового простору {\displaystyle \mathbb {E} ^{3}} з координатами {\displaystyle (x,y,z)}. Їй ставиться у відповідність точка з однорідними координатами {\displaystyle (x,y,z,1)}, з якою виконуються потрібні перетворення. Після цього отримані координати {\displaystyle (x',y',z',w')} переводяться у декартові координати {\displaystyle \left({\frac {x'}{w'}},{\frac {y'}{w'}},{\frac {z'}{w'}}\right)}.
Використання матричного запису дозволяє отримати економію в кількості зроблених операцій. Позаяк добуток матриць асоціативний, то можна спочатку обчислити необхідне перетворення як добуток матриць, і тільки потім застосувати його до координат точок.
| Паралельне перенесення:    | {\displaystyle {\underline {T}}}                       | = | {\displaystyle {\begin{pmatrix}1&0&0&t_{x}\\0&1&0&t_{y}\\0&0&1&t_{z}\\0&0&0&1\end{pmatrix}}}                                  | {\displaystyle {\underline {T}}\cdot (x,y,z,1)^{T}=(x+t_{x},y+t_{y},z+t_{z},1)^{T}}                |
| Обертання навколо осі x:   | {\displaystyle {\underline {R_{x}}}}                   | = | {\displaystyle {\begin{pmatrix}1&0&0&0\\0&\cos \alpha &-\sin \alpha &0\\0&\sin \alpha &\cos \alpha &0\\0&0&0&1\end{pmatrix}}} | |
| Обертання навколо осі y:   | {\displaystyle {\underline {R_{y}}}}                   | = | {\displaystyle {\begin{pmatrix}\cos \beta &0&\sin \beta &0\\0&1&0&0\\-\sin \beta &0&\cos \beta &0\\0&0&0&1\end{pmatrix}}}     | |
| Обертання навколо осі z:   | {\displaystyle {\underline {R_{z}}}}                   | = | {\displaystyle {\begin{pmatrix}\cos \gamma &-\sin \gamma &0&0\\\sin \gamma &\cos \gamma &0&0\\0&0&1&0\\0&0&0&1\end{pmatrix}}} | |
| Масштабування:             | {\displaystyle {\underline {S}}}                       | = | {\displaystyle {\begin{pmatrix}s_{x}&0&0&0\\0&s_{y}&0&0\\0&0&s_{z}&0\\0&0&0&1\end{pmatrix}}}                                  | {\displaystyle {\underline {S}}\cdot (x,y,z,1)^{T}=(s_{x}\cdot x,s_{y}\cdot y,s_{z}\cdot z,1)^{T}} |
| Перспективне перетворення: | {\displaystyle {\underline {P}}}                       | = | {\displaystyle {\begin{pmatrix}1&0&0&0\\0&1&0&0\\0&0&1&0\\0&0&{\frac {1}{d}}&0\end{pmatrix}}}                                 | {\displaystyle {\underline {P}}\cdot (x,y,z,1)^{T}=(x,y,z,{\tfrac {z}{d}})^{T}}                    |
| Ортогональна проєкція:     | {\displaystyle {\underline {P_{\mathrm {orth} ,z=0}}}} | = | {\displaystyle {\begin{pmatrix}1&0&0&0\\0&1&0&0\\0&0&0&0\\0&0&0&1\end{pmatrix}}}                                              | {\displaystyle {\underline {P_{\mathrm {orth} ,z=0}}}\cdot (x,y,z,1)^{T}=(x,y,0,1)^{T}}            |